# Edith Gross
Edith Gross (* 4. Oktober 1929 in Bukarest, Rumänien, gestorben 30. Juni 2023 in Köln) war eine bildende Künstlerin, die aus Siebenbürgen stammte. Sie wohnte seit 1978 in Köln.

## Leben
Die Familie von Edith Gross gehört zur deutschen Minderheit in Siebenbürgen, Rumänien. Sie besuchte in Kronstadt und Hermannstadt die Schule bis zum Abitur. Von 1949 bis 1956 studierte sie an der Kunstakademie Nicolae Grigorescu in Bukarest, anfänglich in der Klasse Freie Malerei, danach in der Klasse für Bühnenbild und Kostümgestaltung.
Ab 1960 absolvierte sie eine Lehre der byzantinischen Fresco- und Ikonenmalerei, die von der rumänischen orthodoxen Kirche in Bukarest angeboten wurde.
Sie war mit dem Schriftsteller Paul Schuster verheiratet. Aus dieser Ehe stammte ihr Sohn Gad-Johannes Gross, ein Fotograf, der bei einem Kriegseinsatz als Fotoreporter im Nordirak im Jahre 1991 von irakischen Soldaten erschossen wurde.
1978 übersiedelte sie in die Bundesrepublik Deutschland, musste jedoch alle Kunstwerke in Rumänien zurücklassen. Sie fand eine neue Heimat in Köln.

## Künstlerisches Schaffen

### Bühnenbild und Kostüme
Von 1956 bis 1961 arbeitete sie als Bühnenbildnerin an der Bukarester Staatsoper, sowie an anderen Theatern Rumäniens u. a. in Hermannstadt, Kronstadt und Temeschwar. Sie führte Entwürfe aus zu den Opern Faust (Gounod), La Bohème, Tosca (Puccini); Aida, Der Troubadour (Verdi); Lucia di Lammermoor (Donizetti); Die spanische Stunde (Ravel), sowie zu den Shakespearestücken Ein Sommernachtstraum und Der Widerspenstigen Zähmung.
1960 entwarf sie die Kostüme für die rumänische Filmproduktion Darclee im Studioul cinematografic București.
Von 1968 bis 1978 arbeitete sie als Dozentin für Malerei und Bühnendekoration an der Musischen Kunstfachschule in Bukarest. Gleichzeitig beteiligte sie sich regelmäßig an Ausstellungen des rumänischen Künstlerverbandes.
Seit 1978 arbeitete sie als freischaffende Malerin und war vorübergehend als Museumspädagogin im Museum Ludwig in Köln tätig.

### Graphik
Zwischen 1968 und 1978 arbeitete sie in freier Mitarbeit als Graphikerin in Rumänien für die deutschsprachigen Publikationen Neuer Weg, Neue Literatur, Volk und Kultur und illustrierte mehrere Bücher, die in Bukarest im Jugendverlag Editura tineretului erschienen sind:
- Paul Schuster, Yoko und Tadashi, 1965.
- Hedi Hauser, Der große Kamillenstreit, 1966.
- Ursula Brandsch, Vorhang auf, 1966.
- Josef Hornyacsek, Klaus, ein Tagebuch und ... Kaninchen, 1966.
- Anneliese Suchanek, Buntfeders große Reise, 1967.

In der Bundesrepublik folgten weitere Illustrationen für die Zeitschrift Kulturpolitische Korrespondenz, Bonn, in den Jahren 1980 bis 1986.

### Malerei
„Ihre großformatigen, stark verdichteten und geometrisch abstrahierten Werke sind weit entfernt von gegenstandsloser Abstraktion oder konkreter Kunst. Selbst die reduziertesten Kompositionen zeigen bei genauer Betrachtung noch gegenständliche Formen, die im Zusammenwirken mit den Werktiteln eine klar definierte Aussage wiedergeben. Ihre Werke sind damit keine rein ästhetischen Schöpfungen, keine Kunst um der Kunst willen, sondern haben einen tiefergehenden Gehalt.“

### Ausstellungen

#### Einzelausstellungen
- 1972: Galeria Simeza, Bukarest
- 1976: Galeria Simeza, Bukarest
- 1978: Inter Art Galerie Reich, Köln
- 1979: Galerie Werkstatt, Altena
- 1979: Kasino des Bundesministeriums für Ernährung, Landwirtschaft und Forsten, Bonn
- 1981: Galerie Klein, München
- 1981: Galerie Das Werk, Waldbröl
- 1984: Galerie OCISCO, Göteborg

#### Gruppenausstellungen (Auswahl)
- 1979: Kulturzentrum des BBK, Hahnentorburg, Köln
- 1979: Haus der Begegnung, Rumänische Woche, München
- 1979: Demokratischer Kreis der Deutschland-Rumänen e.V., Köln, Ausstellung in Deutschland lebender rumänischer Künstler.
- 1979: Eurocentres, Kunstausstellung Mensch und Umwelt, Köln
- 1980: Museum des Oberbergischen Landes, Schloß Homburg, Drei siebenbürgische Malerinnen Bukarester und Klausenburger Schule.
- 1980: Kunstgebäude Funk-Presse F.E., München
- 1981: Ostdeutsche Galerie, Regensburg
- 1981: Galerie Ryzunku, Posen, Polen
- 1982: Rathausgalerie Landshut, Ostdeutsche Kulturtage
- 1982: Villa Clemente, Wiesbaden, Siebenbürgische Kulturtage,
- 1982: Kreissparkasse Köln, Künstler sehen Kölner Karneval
- 1982: Deutsches Klingenmuseum, Solingen, Die Künstlergilde in NRW 1952–1982.
- 1983: Informationszentrum der Stadt Brühl, Künstlergilde NRW, Ölbilder, Grafik, Kleinplastik
- 1985: Rathaus Köln, Kölner Künstler im Rathaus
- 1985: Galerie Kubus, Hannover, Siebenbürgisch-Sächsische-Kulturtage. Landsmannschaft der Siebenbürger Sachsen. Gemäldeausstellung Siebenbürgisch-Sächsischer Künstler der Gegenwart.
- 1986: Theater Kefka, Köln, Ausstellung König Ubu
- 1986: Haus des deutschen Ostens, Düsseldorf, Siebenbürgische Kulturtage
- 1987: Commerzbank Berlin und in anderen Städten der Bundesrepublik, Wanderausstellung:Frauen im Bilde.
- 1988: Bayerische Versicherungskammer, München: Wege siebenbürger Künstler.
- 1989: Haus der Deutschen Ostens und Künstlergilde Nw, Düsseldorf: Jubilare
- 2009: Stapelhaus, Köln: Kunst und Humor, 30 Künstler zu Gast im BBK.
- 2017: Siebenbürgisches Museum, Gundelsheim: 50 Jahre 50 Gemälde. Glanzlichter der Gemäldesammlung.
- 2020 Siebenbürgisches Museum Gundelsheim: Siebenbürgische Künstlerinnen und Künstler in Europa. Lebenswege und Landschaften

### Wandinstallation
Von 2009 bis 2015 entstand die Wandinstallation „Die Macht des Augenblicks“ auf zwei im Winkel von 90 Grad zueinander stehenden Wänden des Ateliers. Maße: 250 cm × 435 cm und 250 cm × 250 cm.
Es ist eine Kollage aus farbigen Kartonstreifen, verschiedenen Kohlezeichnungen auf Wandtapete, Leinwand oder Zeichenpapier, einer Reproduktion des Ölgemäldes „Portrait/Erinnerung“ (1986), eines Fotos ihres ermordeten Sohnes Gad-Johannes Gross  und eines Plakates, eine Madonna darstellend.
Der Titel der Arbeit deutet eine hereinbrechende Katastrophe an, die, einer höheren Macht gleich, Menschenleben und Lebensräume auslöscht. Die Arbeit hält diesen dynamischen, explosiven und zerstörerischen Augenblick fest.
Diese Arbeit wurde durch eine Renovierung vernichtet. Es existiert jedoch davon eine großformatige, mehrteilige Fotografie ca. 200 cm × 200 cm.

## Dokumentarfilm
- Die Tage gültig machen. Drei Künstlerinnen zwischen Leben und Arbeit. (Edith Gross,Truus Menger, Agnes Neufeind). Ein Film von Silja Lex und Alexandra Schnell, Bielefeld, 2000.

## Berichte aus Zeitungen und Zeitschriften
- In der Werkstatt „Bilder von Edith Gross. Nahrung für die Seele“. In: Westfälische Rundschau. 18. Mai 1980
- Hans Bergel: Drei Malerinnen und Graphikerinnen, drei Temperamente, drei Welten. Die Schwierigkeiten der Transplantation von Ost nach West. In: Siebenbürgische Zeitung. 31. Juli 1980
- Günther Ott: Edith Gross. Die Umwelt subjektiv gestalten. In: Süddeutsche Vierteljahresblätter. Heft 3, 1980
- Günther Ott: Vom Bühnenbild zur freien Malerei. In: Der Wegweiser. 10/1981, S. 15–18.
- Günther Ott: Im Osten geboren – Im Westen Wurzeln geschlagen. Edith Gross – Mensch und Architektur in aperspektivischen Räumen. In: Kulturpolitische Korrespondenz. 25. Mai 1983
- Ausstellung in der Orangerie. In: Kölner Stadtanzeiger. 1. Juli 1980
- Sim Acker: Öffnung nach innen und außen. In: Siebenbürgische Zeitung. 30. September 1982
- Hermann W. Schlandt: Zu einer Ausstellung in Landshut bei den Ostdeutschen Kulturtagen. Siebenbürgische Künstlerinnen in Bayern. In: Siebenbürgische Zeitung. 30. September 1982
- Verena Flick: Fruchtbare Spannung nationaler Kulturen. In: Wiesbadener Kurier. 30. August 1982
- Nils-Arne Holmlid: Samtal med Goya – och möte med Chagall. In: Göteborgs Handels och Sjöfards Tidning. 3. Februar 1984
- Siebenbürgisch-sächsische Malerei in Hannover. In: Kulturpolitische Korrespondenz. 25. Mai 1985
- Egon Hartmann: Frauen – im Bilde. In: Kulturpolitische Korrespondenz. 1987
- Günther Ott: Begegnung mit einer Künstlerin und ihrem Werk. In: Siebenbürgische Zeitung. 20. April 1999